# Megascops kennicottii
Megascops kennicottii е вид птица от семейство Совови (Strigidae).

## Разпространение
Видът е разпространен в Гватемала, Канада, Мексико, Никарагуа, САЩ и Хондурас.